# تعیین کمی پروتئین
تعیین کمی پروتئین ها
به طور کلی یک روش رضایت بخش و کامل برای تعیین غلظت هیچ نمونه پروتئینی وجود ندارد .
انتخاب یک روش ، وابسته به نوع و ماهیت پروتئین ، ماهیت سایر ترکیبات نمونه پروتئینی ، سرعت مورد لزوم ، دقت و حساسیت آزمایش است .
روش‌های مورد استفاده برای تعیین پروتئین‌ها:

## بیوره
- آزمایش بیوره : مکانیسم اندازه گیری پروتئین به روش بیوره تشکیل کمپلکس بین یونهای مس دو ظرفیتی(Cu 2+) و پیوندهای پپتیدی است و برای تشکیل کمپلکس نیاز به حداقل دو پیوند پپتیدی است تا کمپلکس تشکیل گردد که کمپلکس تشکیل شده رنگ بنفش دارد . جذب رنگ آبی تولید شده را در طول موج 540 نانومتر خوانش می کنند و از آنجایی که جذب با غلظت ارتباط مستقیم دارد طبق قانون بییر – لامبرت با رسم یک منحنی استاندارد مقادیر پروتئین مجهول در نمونه قابل اندازه گیری است .

هر چه تعداد پیوند پپتیدی بیشتر باشد شدت و غلظت رنگ بنفش زیادتر خواهد بودعلت تولید رنگ قرار گرفتن مس در بین دو پیوند پپتیدی است .
- آزمایش اثر حلال های آلی : حلال های آلی با تغییر نیروهای آب‌گریز و هیدروژنی، منجر به اختلال در ساختمان های دوم و سوم پروتئین می شود.
- آزمایش اثر فلزات سنگین : در PH حدود 7، بیشتر پروتئین ها دارای بار منفی هستند.بنابراین با یون های فلزات سنگین که دارای بار مثبت هستند، ترکیب شده و نمک های نامحلول این فلزات را تشکیل می دهند که منجر به رسوب پروتئین می گردد.
- آزمایش اثر اسیدها بر پروتئین ها : اسیدهابا تغییر PH و تغییر بار در گروه های آمین و کربوکسیل منجر به شکستن پیوندهای یونی و هیدروژنی در پروتئین ها شده و رسوب میدهند.

## تست بیسین چونینیک (BCA)
ویژگی های تست بیسین چونینیک (BCA) 
- حساسیت زیاد و سریع ، اگر در دماهای بالا مورد استفاده قرار گیرد .
- سازگار با بسیاری از دترجنت ها
- واکنشگر پایدار
- اختلاف بسیار کم در واکنش با پروتئین های متفاوت
- رنج کاری خطی عریض
- واکنشگر وقتی در دمای اتاق به کار برده می شود ، تمام نمی‌شود .

## تست برادفورد (Bradford)
- CBBG اولیه با آرژنین باقی‌مانده واکنش می دهد .
- اگر پروتئین آرژنین زیادی دارد، به استانداردی نیاز است که آرژنین زیادی داشته باشد .
- CBBG با این باقی‌مانده ها در فرم آنیونیک باند شده و جذب آن در 595nm خواهد بود .
- رنگ تنها با فرم کاتیونی می باشد و جذب آن در 470nm می باشد .
- ویژگیهای تست برادفورد (Bradford)
- ارزان و سریع
- بسیار ویژه برای پروتئین ها
- بسیار حساس [1-20 µg (micro assay) 20-200 µg (macro assay)]
- سازگار با طیف وسیعی از مواد
- واکنشگر کمپلکسی است که تقریباً یک ساعت پایدار می ماند .
- کرو استاندارد ، غیر خطی است .
- جوابگو برای پروتئین های گوناگون ، انتخاب استاندارد بسیار مهم است .
- طیف جذبی فرمهای آنیونی و کاتیونی بر روی هم می افتد .
- لذا کرو استاندارد خطی نیست ، اگر چه که تهیه کنندگان این کیت ها اصرار بر خطی بودن آن دارند .
- خطی بودن آن در پهنای غلظتی کوچکی است .
- اگر نمونه بیشتر از 20 µg باشد ، بهتر است از یک منحنی درجه دوم به جای یک خط راست استفاده شود .